# Chiara Zorzi
Chiara Zorzi, ou Chiara Giorgio, également appelée Clara ou Claire (morte en 1454), est duchesse consort d'Athènes, par son mariage avec Nerio II Acciaiuoli, duc d'Athènes, et régente d'Athènes, pendant la minorité de son fils Francesco Ier, de 1451 à 1454.

## Biographie
Chiara Zorzi est la fille de Nicolas III Zorzi (en), le margrave titulaire de Bodonitza. Elle est réputée pour sa beauté. Après la mort de Nerio, elle s'assure le droit d'agir en tant que tutrice de son fils et donc régente du duché et y fait consentir les Ottomans.
Peu de temps après son accession au pouvoir, elle tombe amoureuse du Vénitien Bartolomeo Contarini (en), qui visite Athènes. Elle lui demande de la demander en mariage. Il explique qu'il est déjà marié, mais que pour pouvoir épouser Chiara, il retourne à Venise, et assassine sa femme, après quoi il revient à Athènes et épouse la régente, en 1453. En tant qu'époux, il prend également part à son gouvernement.
Les Athéniens ne sont pas satisfaits de l'influence vénitienne et les plaintes parviennent au sultan ottoman. De toute évidence, les citoyens se méfient de l'influence des deux amants sur le jeune duc, dont ils craignent peut-être pour la sécurité. Mehmed II de l'Empire ottoman intervient sur l'insistance du peuple en faveur du jeune duc Francesco et convoque Bartolomeo et son beau-fils le duc à sa cour à Adrianople. On n'entend plus jamais parler du duc Francesco.
Un autre Acciaiuoli, le cousin du jeune duc, Francesco II est envoyé à Athènes en tant que duc représentant les ottomans et Chiara est ainsi privée de son pouvoir dans la ville. Le nouveau duc fait assassiner Chiara à Mégare. Selon la légende, le meurtre a lieu dans le monastère de Daphní, mausolée des ducs français, où il lui tranche la tête lui-même alors qu'elle est agenouillée et invoque l'aide de la Sainte Vierge, mais il s'agit d'une version romancée d'une légende populaire du meurtre. Bartolomeo fait appel au sultan pour obtenir justice. Athènes passe aux mains des Turcs et Francesco II est déposé.